# قيود حيوية

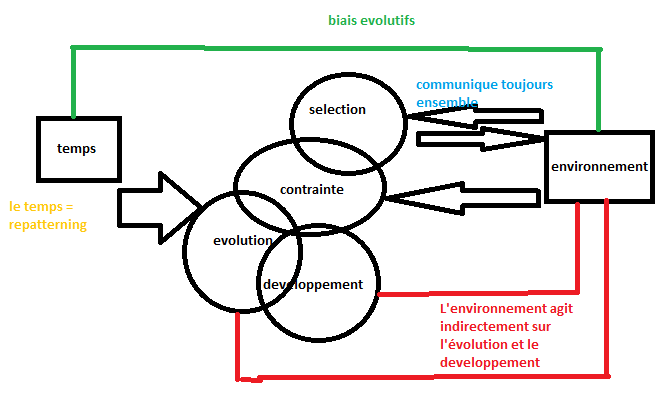

القيود الحيوية عبارة عن عوامل تجعل الشعوب تقاوم التغيير التطوري. لعبت هذه القيود دورًا بارزًا في تطور أفكار مثل التنادد وهياكل الجسم.

## أنواع القيود
أي جانب من جوانب المتعضية لم يتغير على مدار فترة زمنية معينة يمكن اعتباره دليلاً على «قيد» من نوع ما. من أجل أن يصبح المفهوم ذي فائدة أكثر، من الضروري تقسيمه إلى وحدات أصغر. أولاً يمكن أن يعتبر الفرد النموذج كما دلل عليه التحليل الوراثي العرقي. ولكن لا يتضح أن التوثيق المجرد لنقص التغيير في صفة معينة دليلاً جيدًا على وجود القيد من ناحية الصفة التي لم تستطع التغير. غالبًا ما يكون الأمر مثمرًا أكثر عندما نفكر بالقيد بمفهومه السببي: ما هي أسباب نقص التغيير؟

### اختيار الاستقرار
كان التفسير الأكثر شيوعًا بالنسبة للسبب وراء القيد الحيوي هو اختيار الاستقرار الذي يعمل على حماية المتعضية من التغيير، على سبيل المثال، وعلى هذا يمكنها مواصلة العمل في ظل نمط محدد بإحكام. قد يعد ذلك شكلاً من القيد الخارجي، بمعنى أن المتعضية مقيدة ليس بتكوينها أو جيناتها الوراثية وإنما ببيئتها. مما يعني ضمنيًا أنه إذا وجد السكان في بيئة جديدة، فإن سماتهم المقيدة مسبقًا قد تبدأ في التطور.

### الاقتران الوظيفي والقيد الفيزيائي الكيميائي
يرتبط بفكرة اختيار الاستقرار ضرورة عمل المتعضيات كما ينبغي داخل بيئاتها. وهكذا يعمل اختيار الاستقرار بسبب النمط الخاص الذي تمثله القيود المعمول بها الميكانيكية الفيزيائية الكيميائية بطريقة أكثر شمولية. على سبيل المثال، يضع الإسراع بسبب الجاذبية قيودًا على كثافة العظام والقوة بالنسبة لحيوان ذي حجم معين. وبالمثل تعني خواص المياه أن الأنسجة يجب أن تحتوي على خواص تناضحية معينة حتى تعمل بطريقة سليمة.
يدعم الاقتران الوظيفي فكرة أن المتعضيات عبارة عن شبكات متكاملة من التفاعلات الوظيفية (على سبيل المثال، العمود الفقري في الفقاريات ينخرط مع العضلات والأعصاب وأنظمة الأوعية الدموية وأيضًا يوفر الدعم والمرونة) ولذلك لا يمكن التغيير الجذري دون إحداث ارتباك وظيفي خطير. وكما أوضح ربرت ريديل (Rupert Riedl)، هذه الدرجة من القيد الوظيفي -أو الحمل- تختلف بوجه عام حسب موقعها بالنسبة للكائن الحي. الهياكل الموجودة بوسط جسم المتعضية الفعلية - مثل العمود الفقري - غالبًا ما تحمل أعباء أكثر من تلك الموجودة على الأطراف، مثل الشعر أو أصابع القدم.

### نقص التنوع الجيني والتكامل التطوري
هذه الطبقة من القيود تعتمد على أنواع معينة من الأنماط الظاهرية التي لا تنتج عن النمط الوراثي (مقارنة باختيار الاستقرار حيث لا توجد قيود على ما ينتج ولكن على ما هو من اختيار الطبيعة). على سبيل المثال بالنسبة للمتعضية متماثلة اللواقح، قد تكون درجة اختلاف النمط الظاهري الملحوظة في سلالتها أقل من سلالة متعضية أخرى متخالفة اللواقح. وبالمثل قد تكون الأنظمة التطورية مستقناة بدرجة كبيرة لحماية الجيل من أنواع معينة من التغيير.

## العلاقات بين أنواع القيود
على الرغم من انفصالها، إلا أن أنواع القيود محل النقاش ترتبط كل منها بالآخر. وعلى وجه الخصوص، اختيار الاستقرار والقيود الميكانيكية والفيزيائية قد تؤدي على مدار الوقت إلى تكامل تطوري واستقناء. ولكن دون أية فكرة واضحة عن أي من هذه الآليات، يظل طرحها من النماذج المجردة للركود كما طرحت من الوراثة العرقية أو السجل الأحفوري يمثل أمرًا معقدًا.

## كتابات أخرى
- Riedl, R. (1978). Order in Living organisms: a systems analysis of evolution. John Wiley & Sons.
- Schwenk, K. (1995). A utilitarian approach to evolutionary constraint. Zoology 98, 251-262.